# Joseph Leonard Walsh
Joseph Leonard Walsh (Washington, D.C., 21 de setembro de 1895 — College Park (Maryland), 6 de dezembro de 1973) foi um matemático estadunudense.
Seu trabalho foi principalmente na área da análise matemática.
A maior parte de sua carreira ele estudou a trabalhou na Universidade Harvard. Recebeu um Bachelor of Science (B.S.) em 1916 e um doutorado (Ph.D.) em 1920. Começou a trabalhar lecionando na Universidade Harvard tornando-se professor pleno (full professor) em 1935. Com duas bolsas diferentes pode estudar em Paris com Paul Montel (1920-1921) e em Munique com Constantin Carathéodory (1925-1926). De 1937 a 1942 foi chefe de seu departamento. Durante a Segunda Guerra Mundial foi oficial na Marinha dos Estados Unidos, promovido a capitão logo após o fim da guerra. Depois de aposentar-se em Harvard aceitou um cargo na Universidade de Maryland, onde continuou a trabalhar até poucos meses antes de falecer.
Joseph L. Walsh foi membro da Academia Nacional de Ciências dos Estados Unidos e foi presidente da American Mathematical Society (1949-1951). Ao todo publicou 279 artigos (pesquisa e outros) e 7 livros, tendo orientado 31 estudantes de doutorado.